# Ellen Helmus

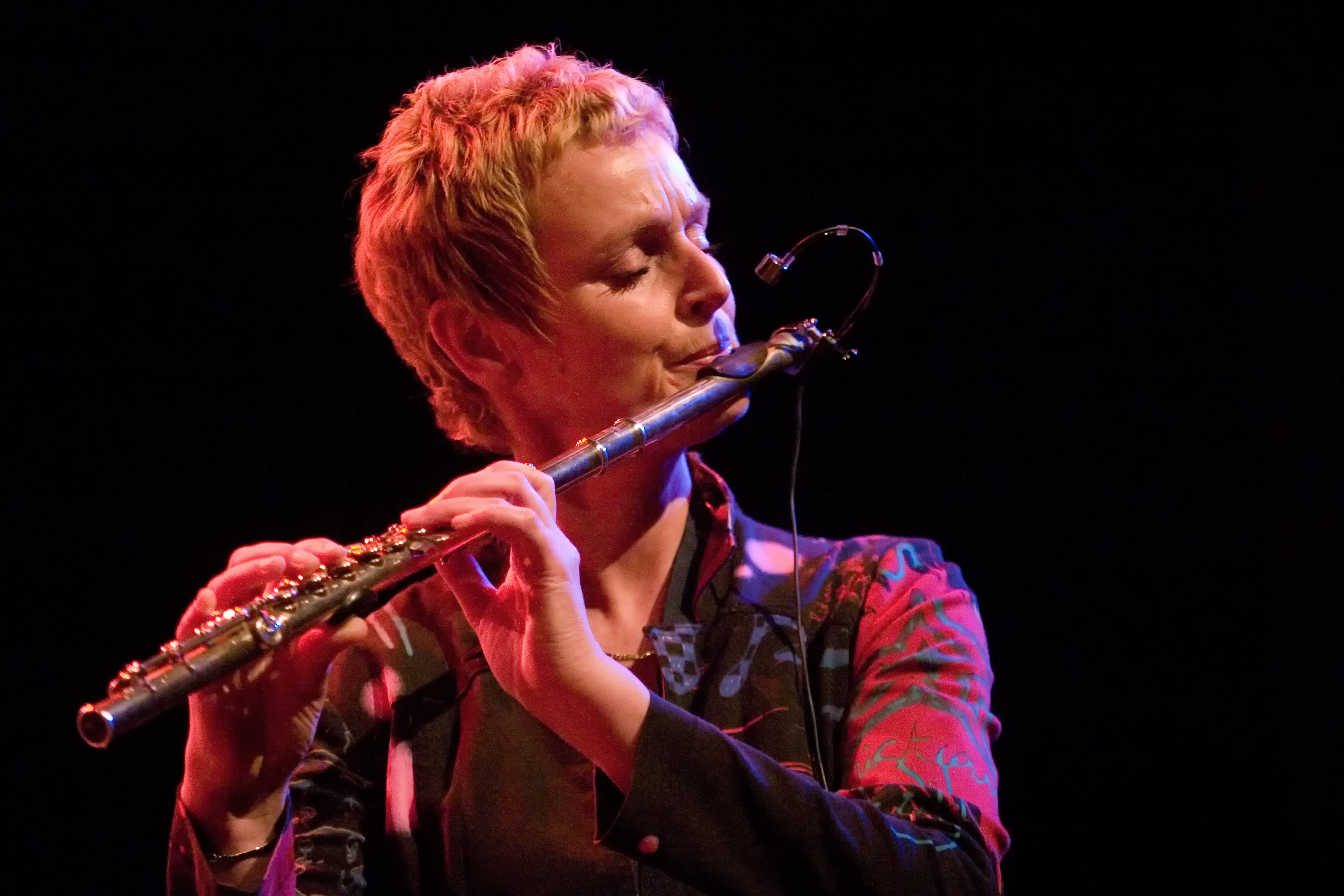
Ellen Helmus, 2008

Ellen Helmus (* 18. Mai 1957 in Beverwijk; † 26. März 2011 in Wanroij) war eine niederländische Jazz- und Fusionmusikerin (Flöte, Keyboard).

## Leben und Wirken
Helmus begann auf der Gitarre, bevor sie zur Flöte wechselte. Sie studierte am Koninklijk Conservatorium Den Haag, wo sie von Sandy Mosse, Fred Leeflang und Ferdinand Povel unterwiesen wurde. Sie wurde Mitglied von Salsa d'Amsterdam und der Herman Dijkstra Big Band. Mit ihrer eigenen Band, der Ellen H. Band, spielte sie 1984 und 1986 auf dem North Sea Jazz Festival und legte ab 1985 Alben vor. Nachdem sie 1984 beim Wessel-IIcken-Nachwuchs-Preis geehrt wurde, fand sie auch international Beachtung. Sie arbeitete mit Hubert Laws zusammen, war an Georgie Fames Album A Portrait of Chet (1989) beteiligt und konzertierte in New York und in Indonesien. In den Niederlanden trat sie auch mit dem Metropole Orkest, mit Pim Jacobs und Lex Jasper auf, in den letzten Jahren wiederholt mit den Gypsy Boys, dem Rosenberg Trio, mit Cor Bakker, aber auch mit dem Sänger Gé Reinders und mit Ifang Bondi (Daraja).

## Diskographische Hinweise
- Out of the Blue (1990)
- Ellen and the Gypsy Boys Hot Baroque (1995)
- Breath of Life (2001)
- Cor Bakker & The Rosenberg Trio Cor Goes Gypsy (2008)